# Partito della Riforma del Canada
Il Partito della Riforma del Canada è stato un partito politico canadese fondato nel 1987 su iniziativa di Preston Manning. Nel 2000 ha dato luogo ad una nuova formazione politica, Alleanza Canadese.

## Storia
Inizialmente il partito si caratterizzava più come un soggetto populista che come conservatore. Cercava, infatti, una maggiore democraticizzazione del sistema politico attraverso la riduzione del potere del governo centrale. Nei primi anni novanta il PR fu accusato di essere troppo vicino ad alcune formazioni di estrema destra e filo-fasciste. Ciò spinse il PR a moderare i toni e a dar vita ad un programma politico molto "ibrido", facendo proprie sia politiche tipicamente "liberiste", che tipicamente "socialdemocratiche", il tutto amalgamato dalla forte guida di Manning.
Alle elezioni federali del 1993 il PR ottenne 52 seggi, sottraendone moltissimi al Partito Conservatore Progressista del Canada e divenendo il terzo partito della Camera dei Comuni.  Il PR andò caratterizzandosi come il portavoce degli anglofoni del Canada occidentale, dei cittadini delle zone "rurali" del Canada Centrale e di chi si batteva per una riduzione della pressione fiscale. Ciò fece sì che il PR accogliesse nelle sue file molti conservatori delusi dalle politiche dei Conservatori Progressisti, in particolare i cosiddetti Blu Tories, la destra dei PC. Nelle elezioni del 1997 il PR ottenne il 19.3% dei voti ed elesse 60 deputati.
Per cercare di uscire dal regionalismo e risanare la spaccatura dell'elettorato di destra, nel 2000 il partito si trasformò nell'Alleanza Canadese.